# Mi corazón insiste en Lola Volcán
Mi corazón insiste en Lola Volcán é uma telenovela estadunidense exibida em 2011 pela Telemundo.

## Elenco
| Ator                  | Personagem                                                                |
| --------------------- | ------------------------------------------------------------------------- |
| Carmen Villalobos     | María Dolores "Lola" Volcán de Rugeles /de Ferrer /de Meléndez /de Suárez |
| Jencarlos Canela      | Andrés Santacruz / Andrés Suárez                                          |
| Ana Layevska          | Débora Noriega de Santacruz                                               |
| Fabián Ríos           | Ángel Meléndez                                                            |
| Angélica María        | Isabel "Chabela" Volcán                                                   |
| Katie Barberi         | Victoria "Vicky" Noriega                                                  |
| Carlos Torres Torrija | Rodrigo Suárez                                                            |
| Carolina Tejera       | Diana Mirabal                                                             |
| Roberto Mateos        | Tiberio Guzmán / Carlos González                                          |
| Rossana San Juan      | Soledad Volcán de Suárez                                                  |
| Gerardo Murguía       | Marcelo Santacruz                                                         |
| Alejandro Suárez      | Diógenes Rugeles                                                          |
| Elluz Peraza          | Laura Palacios de Santacruz                                               |
| Augusto Di Paolo      | Apolo Ferrer                                                              |
| Mauricio Hénao        | Daniel Santacruz                                                          |
| Carlos Ferro          | Camilo Andrade                                                            |
| Cynthia Olavarría     | Sofía Palacios                                                            |
| Roberto Huicochea     | José "Pepe" Linares                                                       |
| Rubén Morales         | Ramón Noriega                                                             |
| Paloma Márquez        | Adela "Adelita" Linares de Santacruz                                      |
| Jeannette Lehr        | María Etelvina Rengifo                                                    |
| Liannet Borrego       | Verónica Alcázar                                                          |
| Jéssica Mas           | Lula Yip "La Feliz"                                                       |
| Freddy Víquez         | Agapito de la Hoya                                                        |
| Lino Martone          | Fulgencio López                                                           |
| Adrián Di Monte       | Papi                                                                      |
| [Adriana Oliveros     | Tamara                                                                    |
| Karlos Anzalotta      | Pablo Barrientos                                                          |
| Carlos Pítela         | Patólogo                                                                  |
| Charly Peña           | O médico de Débora                                                        |
| Cristian Adrián       | Javier                                                                    |
| Cyril Serrao          | Colita                                                                    |
| Duvier Poviones       | Mike Méndez                                                               |
| Eduardo Caprile       | Manuel Carrera                                                            |
| Elioret Silva         | Dimas                                                                     |
| Enrique Herrera       | Tom Velásquez                                                             |
| Frank Guzmán          | Hugo                                                                      |
| Gilberto Santa Rosa   | Ele mesmo                                                                 |
| Gladys Yañez          | Consuelo "La Nana"                                                        |
| Guadalupe Hernández   | Weseslau                                                                  |
| Héctor Zavaleta       |                                                                           |
| Héctor Alejanro       | Francisco López Glen                                                      |
| Helmy Lavezarri       | Dora                                                                      |
| Hely Ferrigny         | Fiscal                                                                    |
| Jacqueline Márquez    | Jennifer Dupond                                                           |
| Jorge Luis Portales   | Palanqueta                                                                |
| Juan Troya            | Dr. Carlos Medina                                                         |
| Julio Torresoto       | Advogado                                                                  |
| Laura Ferreti         | Elvira Duval                                                              |
| Luis Arturo Ruiz      | Mario                                                                     |
| Lucas Grande          | Tito                                                                      |
| Marina Catalán        | Tatuador                                                                  |
| Miguel Colón          | Miguel Martínez                                                           |
| Manolo Coego Jr.      | Dr. Ramiro Pantoja                                                        |
| Nicolás Terán         | Carlos Mora                                                               |
| Omar Fabel            | León Almeteros                                                            |
| Omar Nassar           | Miraval Roberto "Bobby"                                                   |
| Orlando Casín         | Sacerdote                                                                 |
| Oscar Díaz            | Sacerdote                                                                 |
| Patricia Noguera      | Yolanda                                                                   |
| Juan Assis            | Juan Assis "El Ateo"                                                      |
| Patricio Doren        | Mike Correa                                                               |
| Ramón Morell          | Londoño                                                                   |
| Raúl Arietta          | Jornalista                                                                |
| Reinaldo Cruz         | Félix Hernández                                                           |
| Tamara Melian         | Rosa de Francia                                                           |
| Vanessa Apolito       | Funcionária da companhia aérea                                            |
| Vannessa Nevader      | Vanessa                                                                   |
| Adela Morice          | Várias funções adicionais                                                 |
| Dalisa Alegría        | Dalisa                                                                    |